# Synagoge (Kleinheubach)

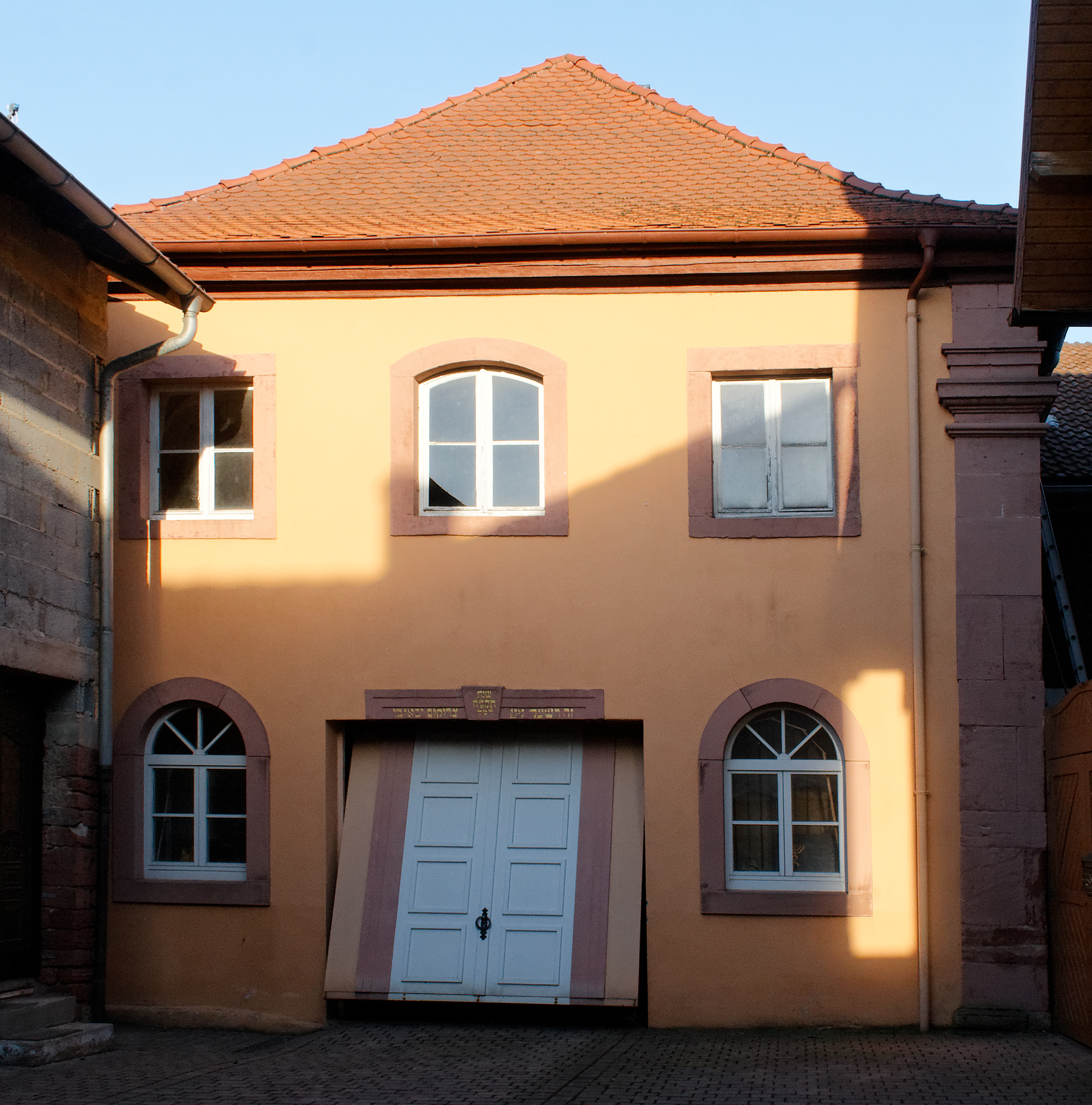
Ehemalige Synagoge in Kleinheubach

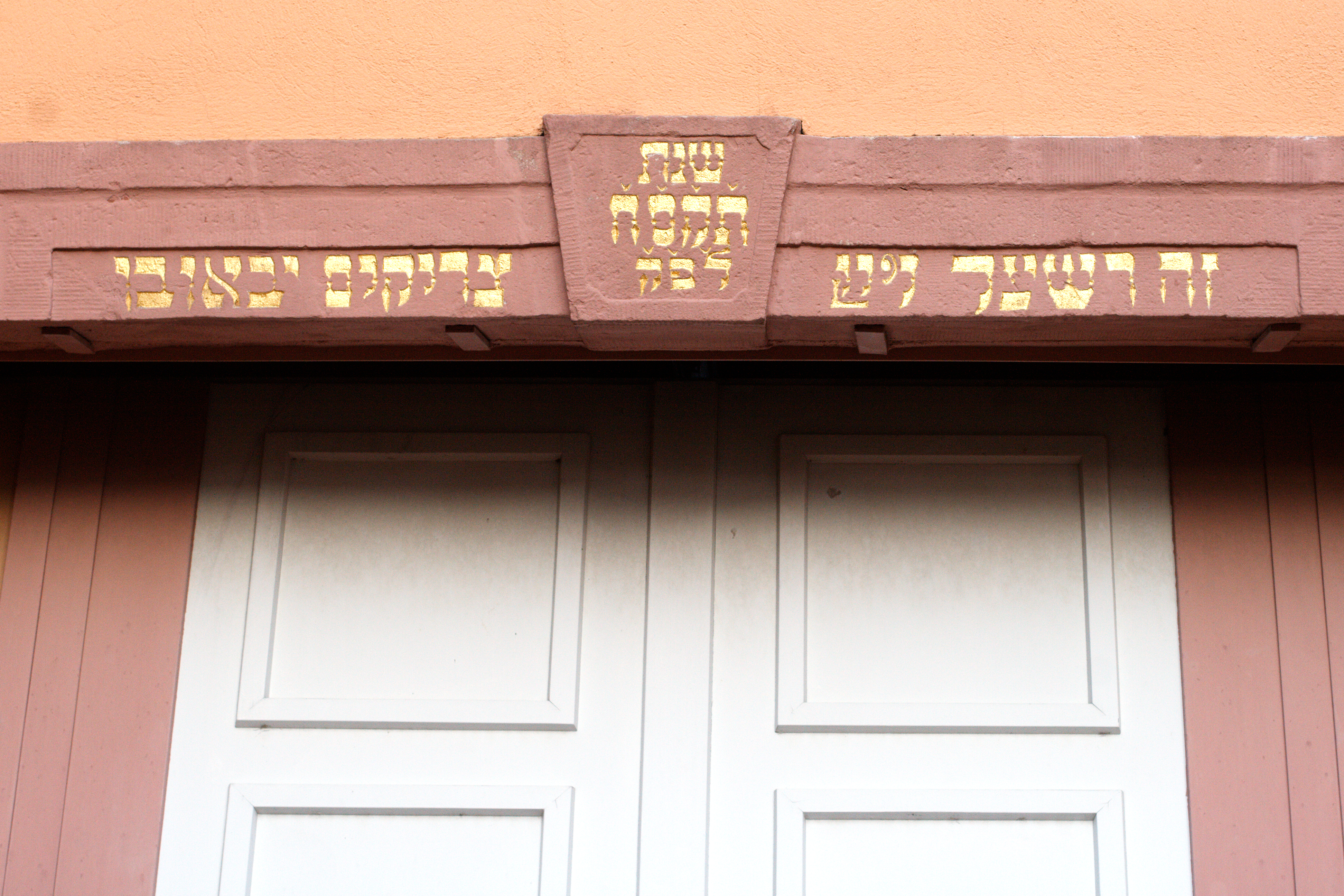
Hebräische Inschrift über dem Eingang

Die ehemalige Synagoge in Kleinheubach, einer Marktgemeinde im unterfränkischen Landkreis Miltenberg in Bayern, wurde 1808 erbaut. Die profanierte Synagoge in der Gartenstraße 9 (frühere Judengasse) ist ein geschütztes Baudenkmal.

## Geschichte
Im Jahr 1728 soll eine erste Synagoge erbaut worden sein. Die neue Synagoge wurde 1808 vermutlich an gleicher Stelle errichtet. In den 1890er Jahren wurde eine umfassende Renovierung vorgenommen.
Beim Novemberpogrom 1938 wurde die Inneneinrichtung der Synagoge einschließlich der Ritualien zerstört. Das Gebäude kam in Privatbesitz und wurde lange Zeit als Lagerraum genutzt. Eine Hinweistafel erinnert an die Geschichte des Gebäudes.

## Inschrift
Der zweigeschossige Walmdachbau mit Eckpilastern besitzt eine hebräische Portalinschrift, die in der Übersetzung lautet: „Die ist das Tor zum Herrn, Gerechte ziehen durch es hinein“ (Psalm 118,20). Am Schlussstein ist die Jahreszahl (5)568 = 1807/08 angebracht.